# Servicio de Informaciones de Seguridad
El Servicio de Informaciones de Seguridad o SIS (en portugués: Serviço de Informações de Segurança) es el servicio de inteligencia portugués, encargado de la seguridad nacional, la lucha contra el terrorismo, la contrainteligencia y cualquier amenaza contra el Estado de Portugal. Fue fundado en 1984.

## Estructura
- Director general
  - Servicio de Operaciones
  - Servicio Administrativo
  - Servicio Informático
  - Delegaciones Regionales